# Othman Boussaid
Othman Boussaid (Courtrai, 7 marzo 2000) è un calciatore belga, attaccante dell'Al-Nasr.

## Caratteristiche tecniche
È una seconda punta.

## Carriera

### Club
Cresciuto nelle giovanili del Lierse, ha esordito in prima squadra il 13 maggio 2017 in occasione del match di campionato perso 3-2 contro il Waasland-Beveren.
Il 5 giugno 2018 ha firmato per l'Utrecht. Dopo un breve periodo nelle giovanili, il 26 agosto debutta in prima squadra nella partita pareggiata 1-1 contro il VVV Venlo. Il 12 maggio 2019 segna il suo primo gol stagionale contro l'Ajax, a soli 36 secondi dall'ingresso delle squadre in campo. Nonostante ciò, la partita finirà 4-1 per i Lancieri.
Il 19 agosto 2019 viene mandato in prestito al NAC Breda, club di seconda divisione olandese.

### Nazionale
Ha giocato nelle nazionali giovanili belghe Under-17, Under-19 ed Under-21.